# NGC 355
 NGC 355 là một thiên hà dạng hạt đậu trong chòm sao Kình Ngư. Nó được phát hiện vào ngày 27 tháng 9 năm 1864 bởi Albert Marth. Nó được Dreyer mô tả là "cực kỳ mờ nhạt, rất nhỏ".